# Tomice (Powiat Wadowicki)
Tomice ist ein Dorf sowie Sitz der gleichnamigen Landgemeinde im Powiat Wadowicki der Woiwodschaft Kleinpolen in Polen. Es ist Sitz der gleichnamigen Landgemeinde mit etwas mehr als 8000 Einwohnern.

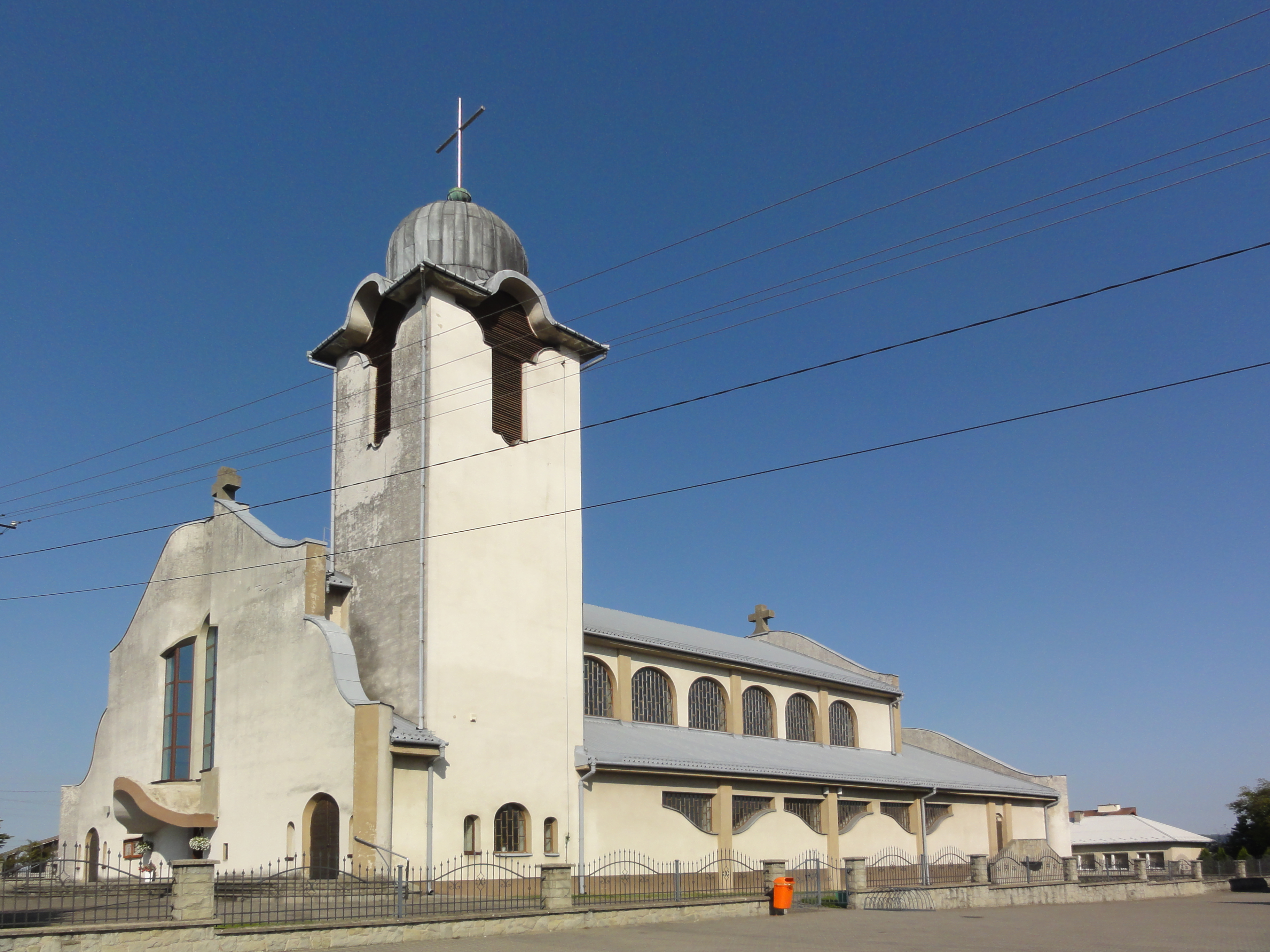
Ortskirche

## Geographie
Der Ort liegt am östlichen Rand des Schlesischen Vorgebirge am linken Ufer der Skawa.
Nachbarorte sind die Stadt Wadowice im Süden, Chocznia im Südwesten, Frydrychowice im Westen, Radocza im Norden, sowie Witanowice im Osten.

## Geschichte
Die älteste Siedlung befand sich ab dem frühen 14. Jahrhundert am Hügel Patria (vergleiche urslawisch *patriti – beobachten) bei der Skawa. Der Ort wurde im Jahr 1438 als [Vyczone de] Thomic erstmals urkundlich erwähnt. Der Name ist patronymisch vom Personennamen Toma (beispielsweise als Thoma Schober im Jahr 1429 erwähnt) abgeleitet.
Politisch gehörte das Dorf ursprünglich zum Herzogtum Auschwitz, die Lehnsherrschaft des Königreichs Böhmen. Seit 1445 gehörte es zum Herzogtum Zator, dieses wurde im Jahr 1494 an den polnischen König verkauft. 1564 wurde es als Teil des neuen Kreises Schlesien der Woiwodschaft Krakau an das Königreich Polen, ab 1569 die polnisch-litauische Adelsrepublik, völlig inkorporiert.
Bei der Ersten Teilung Polens kam Tomice 1772 zum neuen Königreich Galizien und Lodomerien des habsburgischen Kaiserreichs (ab 1804). Ab 1782 gehörte es dem Myslenicer Kreis (1819 mit dem Sitz in Wadowice). Nach der Aufhebung der Patrimonialherrschaften bildete es nach 1850 eine Gemeinde im Bezirk Wadowice.
1918, nach dem Ende des Ersten Weltkriegs und dem Zusammenbruch der k.u.k. Monarchie, kam Tomice zu Polen. Unterbrochen wurde dies nur durch die Besetzung Polens durch die Wehrmacht im Zweiten Weltkrieg. Es gehörte dann zum Landkreis Bielitz im Regierungsbezirk Kattowitz in der Provinz Schlesien (seit 1941 Provinz Oberschlesien).
Von 1975 bis 1998 gehörte Tomice zur Woiwodschaft Bielsko-Biała.

## Gemeinde
Zur Landgemeinde (gmina wiejska) Tomice gehören sechs Dörfer mit einem Schulzenamt.

## Verkehr
Durch Tomice verläuft die Staatsstraße DK 28, die Zator durch Nowy Sącz mit Przemyśl verbindet.